# Жировница (Маврово и Ростуша)
Жировница (мкд. Жировница) је насељено место у Северној Македонији, у северозападном делу државе. Жировница припада општини Маврово и Ростуша.

## Географија
Насеље Жировница је смештено у северозападном делу Северне Македоније. Од најближег већег града, Дебра, насеље је удаљено 25 km североисточно.
Жировница се налази у доњем делу историјске области Река. Насеље је бочном делу уске долине реке Радике и окружено је високим планинама. Југозападно се издиже планина Дешат, северно Кораб, а југоисточно планина Бистра. Надморска висина насеља је приближно 900 метара.
Клима у насељу је планинска.

## Становништво
По попису становништва из 2002. године Видуше су имале 1.608 становника,.
Претежно становништво у насељу су етнички Македонци (82%), а у мањини су Албанци (16%). Заправо, целокупно становништво је торбешко.
| Националност | Укупно         |
| Македонци    | 1 314 (81,72%) |
| Албанци      | 258 (16,04%)   |
| Турци        | 20 (1,24%)     |
| Бошњаци      | 4 (0,25%)      |
| остали       | 12 (0,75%)     |

Већинска вероисповест у насељу је ислам..

## Личности
У Жировници је 1935. рођен македонски песник Саме Лимани - Жарноски.